# Бардолино
Бардолино (итал. Bardolino) — коммуна в Италии, располагается в провинции Верона области Венеция.
Население составляет 6377 человек (на 2004 г.), плотность населения составляет 117 чел./км². Занимает площадь 54,82 км². Почтовый индекс — 37011. Телефонный код — 045.
На территории коммуны производится одноимённое вино.
Покровителем коммуны почитается святитель Николай Чудотворец. Праздник ежегодно отмечается 6 декабря.